# やまなしの食
やまなしの食は、山梨県が県内の郷土食の知名度向上、県民に地域の食文化の継承を促すとともに、観光客が県内で飲食する際の参考にと認定した山梨県内の代表的な郷食。
やまなしの食から選定された特選 やまなしの食についても本項で述べる。

## 概要
2018年9月に山梨県は県内の食文化を形成する郷土食などのうち、特に次世代への継承に取り組んでいくものについて167品目を認定し「やまなしの食」とした。やまなしの食に認定されたもののうち、歴史や風土に深く結びつくなどして、山梨県の食文化において代表的とした47品目を「特選 やまなしの食」に選定した。
2020年には、特選 やまなしの食47品目の料理の由来やレシピを紹介した冊子『「やまなしの食」まるごと体験ハンドブック』を作成している。

## 認定された例
4つの分野に分かれている。
郷土食（101品目）
おざら、酒まんじゅう、ほうとう、馬刺し、吉田のうどん、ほか。
行事食（31品目）
小豆ほうとう、甘納豆のお赤飯、ほか。
特色ある農産物から作られた加工食品（24品目）
あわびの煮貝、ころ柿、ほか。
地域ブランド食（20品目）
ジビエ料理、甲府鳥もつ煮、かっぱめし、与一汁ほか。

## 食の伝承マイスター
「やまなしの食」に関する技術や知識を有しており、積極的に継承活動に取り組んでいる団体を「食の伝承マイスター」として認証している。
認定団体は2019年1月時点では以下の5団体。
- 山梨県食生活改善推進員連絡協議会
- 公益社団法人山梨県栄養士会
- 甲府鳥もつ煮でみなさまの縁をとりもつ隊
- 上野原せいだのたまじ本舗
- 山梨県立ひばりが丘高等学校うどん部